# Macrotes
Macrotes là một chi bướm đêm thuộc họ Geometridae.